# District de Southern Mallee
Le district de Southern Mallee (District of Kingston) est une zone d'administration locale située dans l'est de l'État d'Australie-Méridionale, en Australie. 

## Localités
Les principales localités du district sont Pinnaroo et Lameroo. Les autres sont :  Geranium, Gurrai, Karte, Kulkami, Parilla, Parrakie et Wilkawatt.